# Idol Densetsu Eriko
Idol Densetsu Eriko (на японски: アイドル伝説えり子, бълг. Легендарният идол Ерико), известен и с алтернативното заглавие Legendary Idol Eriko, е анимесериал, създаден от студио „Аши продакшънс“. Той е излъчен между април 1989 и март 1990 г. и е с продължителност от 51 епизода. В него е представена историята на Ерико Тамура, начинаеща талантлива певица, която е принудена да се справя с най-различни трудности, докато изгражда кариерата си.

## Сюжет
Ерико Тамура е четиринадесетгодишната дъщеря на президента на известната звукозаписна компания „Тамура продакшънс“ Юсуке Тамура и неговата съпруга, бившата певица Минако. Макар че от дете притежава певчески талант, родителите ѝ не желаят тя да поема по този изпълнен с трудности път. Един ден обаче животът ѝ внезапно се преобръща с главата надолу, след като при автомобилна катастрофа баща ѝ загива, а майка ѝ изпада в кома. В желанието си да превъзмогне болката от тази трагедия, Ерико се обръща към музиката и решава, че тя е нейното бъдеще. 
В същото време нейният безскрупулен и свръхамбициозен чичо Кьосуке, който поема ръководството на „Тамура продакшънс“, разбира за таланта ѝ и планира да я експлоатира с цел лична изгода. Тук обаче се намесва стар приятел на семейство Тамура, който след доста усилия успява да си осигури попечителство над момичето, за да му осигури по-благоприятна среда за живот. Разгневен от това, чичо ѝ се опитва да саботира кариерата ѝ, като използва всякакви средства. Ерико обаче не се отказва пред лицето на трудностите, а продължава напред, като покорява сърцата на публиката с песните си и постепенно се превръща в истинска звезда на музикалната сцена.

## Интересни факти
- Анимето е създадено с цел да рекламира кариерата на японската поппевица Ерико Тамура, чиито песни имат сериозно присъствие в него. Тя също така изпълнява началната тема, както и финалната в последния епизод.

- При първоначалното си излъчване, между края на всеки епизод и рекламата за следващия, са включвани фрагменти с продължение от около минута, носещи името „Ъгълът на Еририн“. В тях присъства истинската Ерико Тамура (по прякор Еририн), която представя следващия епизод; тези части отпадат при последващите телевизионни излъчвания на анимето, както и при издаването му на видеокасети и дискове.

- Idol Densetsu Eriko се оказва много успешно заглавие във финансово отношение, като донася приходи от 8 млрд. йени от продажба на продукти, свързани с него (кукли, играчки, книжки за оцветяване и др.).[2]

## Манга
Историята в сериала е адаптирана на два пъти в манга версия. Първата, с автор Аюми Кавахара, е публикувана в списание „Асука” на издателство „Кадокава Шьотен“ между май 1989 и януари 1990 г. и издадена в три тома. Втората е създадена от Йоко Китаджима за списание „Шьогаку Йоненсей“ на издателство „Шьогакукан“ между юли 1989 и март 1990 г. и е публикувана в един том.